# 33434 Scottmanley
33434 Scottmanley eller 1999 FU är en asteroid i huvudbältet som upptäcktes den 17 mars 1999 av OCA–DLR Asteroid Survey (ODAS). Den är uppkallad efter Youtubearen Scott Manley.
Asteroiden har en diameter på ungefär 4 kilometer och den tillhör asteroidgruppen Koronis.